# 淮南东站
淮南东站是合蚌客运专线沿线的一座车站，位于中华人民共和国安徽省淮南市大通区淮南经济开发区，2012年10月17日开通运营。

## 车站结构

### 站房
淮南东站站房建筑面积9991平方米，站房受到汉代文学家淮南王刘安的启发，为汉代风格。站房面向西侧，南侧设有售票处和出站口，进站口位于站房中央。车站站房设有两层，一层主要为上行方向列车旅客候车，候车室中央的检票通往一站台；二层主要为下行方向列车旅客候车，候车室中央的检票口连接通往二站台的天桥。

### 站线配置
淮南东站为二台四线车站，设有两个侧式站台。站台覆盖有无站台柱雨棚，面积23050平方米。
| 地上 二楼 | 候车室   | 验票闸门、等候区、商店、洗手间                                                                 |
| 地上 一楼 | 侧式站台 | 侧式站台                                                                                       |
| 地上 一楼 | 2站台    | 合蚌客运专线 往合肥方向（水家湖）                                                              |
| 地上 一楼 | 通过线   | 合蚌客运专线 下行列车通过线                                                                    |
| 地上 一楼 | 通过线   | 合蚌客运专线 上行列车通过线                                                                    |
| 地上 一楼 | 1站台    | 合蚌客运专线 往蚌埠南方向（蚌埠南）                                                            |
| 地上 一楼 | 侧式站台 |                                                                                                |
| 地上 一楼 | 候车室   | 售票处、自动售票机、验票闸门、等候区 出入口、服务台、旅游服务柜台、接送区、商店 洗手间、育婴室 |
| 地面      | 联外区   | 停车场、公交站、出租车排班区、接送区                                                           |

## 列车
随着商杭客运专线的开通，大部分经停淮南东站的列车全部改经商杭客运专线，导致该站经停的列车大幅减少，原先于本站始发的列车则转至淮南南站始发。截至2019年12月30日调图，淮南东站共开行旅客列车17.5对。

## 接驳交通

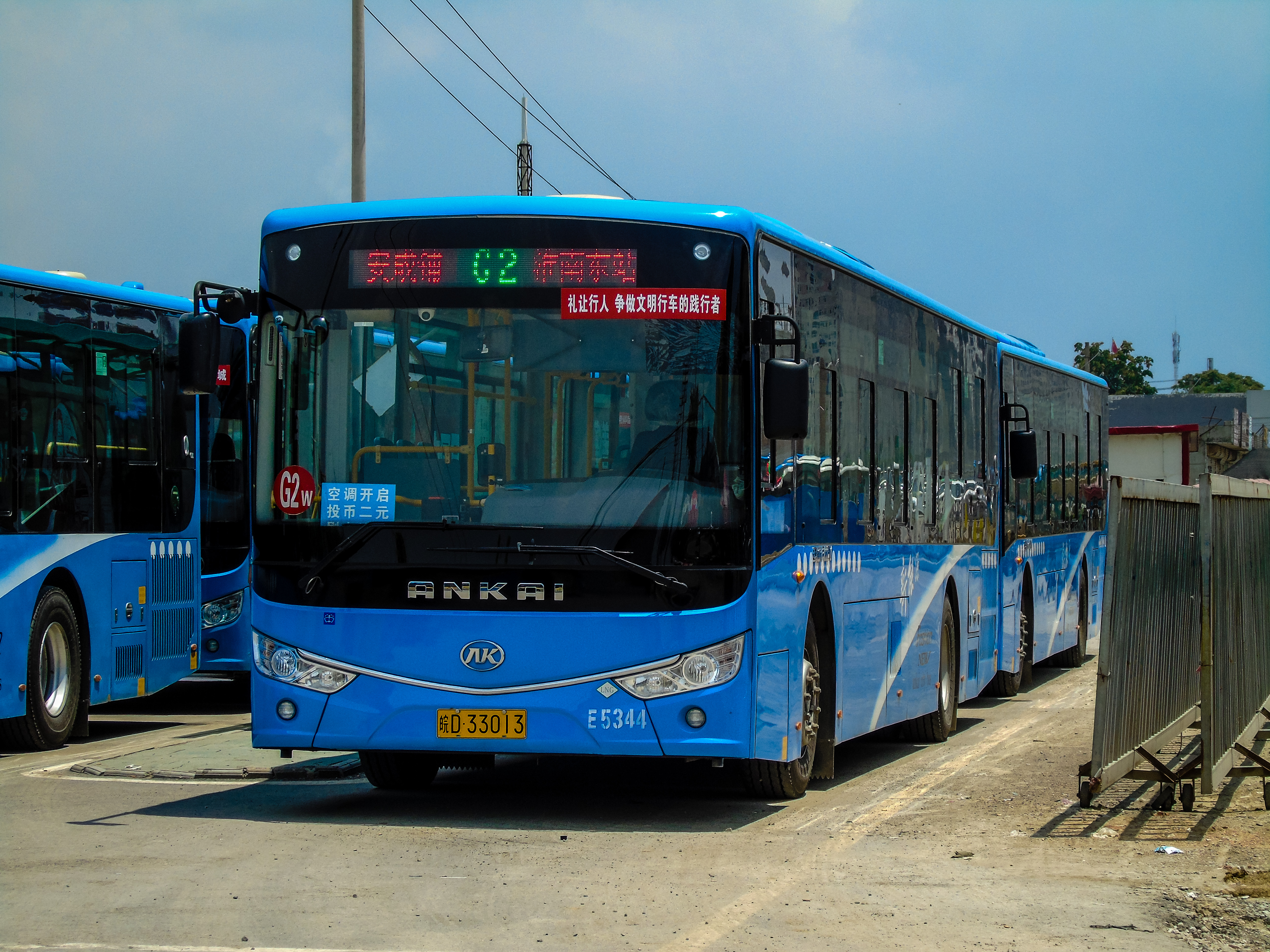
淮南公交G2路

### 公交
淮南公交淮南东站位于站前广场，有G1路、G2路、G3路、34F路始发终到。